# Fort Buchanan

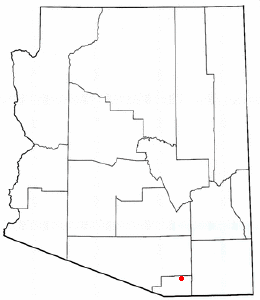
Localisation de Sonoita (Arizona)

Le fort Buchanan est une ancienne base militaire américaine en Arizona, qui contrôlait les terrains incorporés aux États-Unis lors de l’achat Gadsden. Elle est située sur la Sonoita Creek, à environ 5 km de l'actuelle localité de Sonoita dans ce qui est appelé aujourd'hui le « Hog Canyon. » Le fort était situé sur la pente est du canyon. Comme il était sans cesse harcelé par les Indiens, il fut abandonné et remplacé par le fort Crittenden (en) établi à 1 km de là sur le plateau.
Il est nommé en l'honneur du président James Buchanan.